# Stare Repty
Stare Repty, Repty Stare (niem. Alt-Repten) – miejscowość będąca częścią miasta Tarnowskie Góry, wchodząca w skład utworzonej w 1998 roku dzielnicy Repty Śląskie.

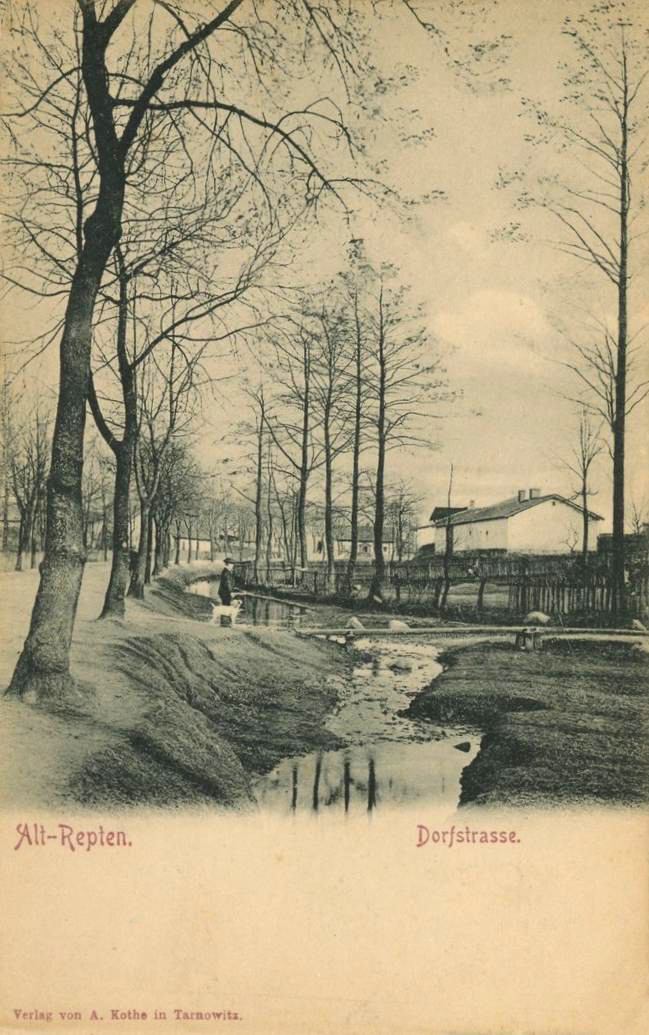
Rzeka Drama przepływająca wzdłuż Dorfstrasse (obecnie ul. Witosa) – głównej ulicy Starych Rept

Stare Repty to najstarsza część dzisiejszych Tarnowskich Gór. Są średniowieczną wsią, o której pierwsza wzmianka pochodzi z bulli papieża Innocentego III z 12 sierpnia 1201 roku . Należała wówczas do klasztoru norbertanów na Ołbinie we Wrocławiu.
Repecka parafia (pw. św. Mikołaja) obejmowała praktycznie cały teren dzisiejszego miasta. Jej pierwszym znanym proboszczem był Witoslaus, wymieniony w dokumencie z 1326 roku w spisie parafii dekanatu sławkowskiego w diecezji krakowskiej.
Na przełomie XV i XVI wieku wieś należała do rodziny Wrochemów. Na początku XVII w. dziedzicem Rept był już Jerzy Ibram, sędzia ziemski państwa bytomskiego. W połowie XVIII wieku na wschód od osady powstały Nowe Repty.
W 1824 roku Repty przeszły na własność rodziny Henckel von Donnersmarck ze Świerklańca. Kolejnymi właścicielami wsi, a później tylko majątku ziemskiego i zamku byli:
- Karol Łazarz Henckel von Donnersmarck (1824–1848)
- Guido Henckel von Donnersmarck (1848–1916)
- Kraft Henckel von Donnersmarck (1916–1945)

Po plebiscycie miejscowość została przyłączona do Polski w 1922 roku. W latach 1945–1954 była siedzibą gminy Repty Stare, następnie weszła w skład gromady Repty. 1 stycznia 1973 roku została włączona w granice miasta Tarnowskie Góry.